# 達米爾·米凱奇
達米爾·米凱奇（1984年3月31日—）是一名塞爾維亞男子射擊運動員。

## 战绩
他代表塞爾維亞隊參加了日本舉行的2020年夏季奧林匹克運動會，並且在男子10米空氣手槍比賽上獲得銀牌。